# Буранджи
Буранджи — род исторических хроник, написанных на ахомском и ассамском языках.
Первая такая хроника была написана по указанию первого ахомского царя Сукапхаа, который основал Ахомское царство в 1228 году. Многие такие рукописи были написаны писцами под руководством чиновника, носившего титул ликхакар баруа, и были основаны на государственных документах, дипломатической корреспонденции, судебных протоколах и т. д. Остальные были написаны знатными людьми либо по их указке, очень часто установить их личность невозможно. Эти документы не только предоставляют данные об событиях, но и отражают язык, культуру, общественные процессы царства. Традиция написания буранджи просуществовала более шести столетий и сохранялась ещё несколько десятилетий после падения Ахомского царства.
Буранджи описывают не только Ахомское царство, но также его соседей (Качари-, Чхутия- и Трипура-буранджи) и тех, с кем царство имело дипломатические и военные контакты (Падшах-буранджи). Они были написаны на коре дерева санчи или алоэ. Хотя множество таких буранджи было собрано и опубликовано, часть их всё ещё находится у частных лиц.
Во время правления Раджесвара Сингха Кирти Чандра Борбаруа уничтожил множество буранджи, поскольку он подозревал, что они содержат информацию о его низком происхождении.

## Список известных буранджи
| No. | Название                    | Автор                  |
| 1   | Ассам-бурнаджи              | Хараканта Баруа        |
| 2   | Ассам-бурнаджи              | Касинатх Тамули Пхукан |
| 3   | Асамар Падья буранджи       |                        |
| 4   | Ахом буранджи               | Голап Чандра Баруа     |
| 5   | Чхангрунг Пхуканар буранджи |                        |
| 6   | Деодхаи Асам буранджи       |                        |
| 7   | Падшах-буранджи             |                        |
| 8   | Пурани Ассам буранджи       | Хемчандра Госвами      |
| 9   | Сатасари Ассам буранджи     |                        |
| 10  | Тунгкхунгиа буранджи        | Сринатх Дуара Барбаруа |